# Communard
Pour l’article homonyme, voir Communard (homonymie).
 (mai 2009).
Si vous disposez d'ouvrages ou d'articles de référence ou si vous connaissez des sites web de qualité traitant du thème abordé ici, merci de compléter l'article en donnant les références utiles à sa vérifiabilité et en les liant à la section « Notes et références ».

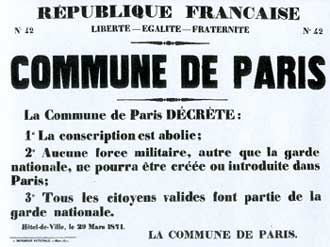
Affiche de la Commune de Paris appelant tout citoyen valide aux armes.

Un communard, une communarde, plus rarement communeux ou communaliste, est une personne ayant participé à une des communes insurrectionnelles de France en 1871, dont notamment la Commune de Paris. La plupart exercent des professions libérales, sont petits commerçants, ouvriers, employés ou artistes (en tant que tels représentés au Conseil de la Commune), et ont pour points communs d'être républicains partisans de la démocratie directe et opposés à la capitulation française lors de la guerre franco-allemande de 1870-1871. Les profils politiques précis des communards sont variés mais une part importante se rattache au socialisme (tendances historiques de l'époque), à l'anarchisme ou à d'autre mouvements se réclamant de l'autogestion. Organisés défensivement au sein de la garde nationale lors de la guerre civile de 1871, ils furent écrasés militairement par l'armée régulière française fidèle au gouvernement de Versailles.

## Le mouvement communard
Le mouvement communard est né à la suite d'un soulèvement des Parisiens le 18 mars 1871. L’élection d’un Conseil général de la commune de Paris est organisée (290 000 votants sur 485 000 inscrits) ; il se compose de 90 membres dont 23 modérés qui démissionnent rapidement. Ce conseil s’illustre comme un contre-gouvernement autonome où dix commissions remplacent les ministères. Il est dominé par l’extrême gauche où plusieurs groupes sont représentés : jacobins centralisateurs, marxistes internationalistes, blanquistes indépendants et anarchistes.
Les communards veulent une république fédéraliste, démocratique et sociale avec une autonomie absolue des communes de France, ainsi qu'une séparation de l’Église et de l’État. Cependant, si le mouvement communard perdure à Paris, des grandes villes de France comme Marseille, Lyon, Saint-Étienne, Toulouse, Narbonne voient le mouvement s’essouffler et s'abréger. En effet, depuis Versailles, la propagande d’Adolphe Thiers provoque le rejet du mouvement dans les campagnes.
À Paris, les communards sont environ 200 000 dont 30 000 opérationnels. Lors de la bataille finale de la Semaine sanglante, le 28 mai 1871, des centaines de communards sont tués au combat. Environ 20 000 sont exécutés sommairement par l'armée versaillaise. Sur 36 000 communards arrêtés, 4 500 sont emprisonnés, 7 500 sont déportés (principalement en Nouvelle-Calédonie) et 10 000 condamnations sont prononcées, parmi lesquelles 93 à la peine de mort dont 23 sont exécutées. En 1871, le camp de Satory dans les Yvelines est le lieu d'exécution de nombreux communards qui y sont fusillés.
L’amnistie des communards est votée par le Parlement en 1880 et permet aux communards déportés ou exilés de revenir en France métropolitaine. La défaite des communards a touché le monde ouvrier.[Quoi ?]

## La bataille pour l'Amnistie
Dès son élection à la Chambre des députés en 1876, Georges Clemenceau lutte pour l'amnistie des communards, un combat porté dans le même temps au Sénat par Victor Hugo,. Son discours du 16 mai 1876 retient l'attention, mais la proposition d'amnistie générale également portée par François-Vincent Raspail et Édouard Lockroy est finalement rejetée par la majorité républicaine qui, derrière Jules Méline et Léon Gambetta, soutient une amnistie partielle. Le combat est relancé trois ans plus tard et Clemenceau s'oppose au gouvernement Waddington qui veut exclure de la loi d'amnistie les personnes « signalées par l'atrocité de leur crime » ou qui « se déclarent les ennemis de la société ». Pour le député et ses alliés, seule une amnistie pleine et entière peut assurer une pacification définitive et l'affermissement du régime républicain, mais leur projet est une nouvelle fois rejeté. L'invalidation de l'élection d'Auguste Blanqui par la Chambre pour cause d'inéligibilité permet à Clemenceau de relancer la bataille pour l'amnistie, d'autant plus que la situation politique évolue après la démission du maréchal Patrice de Mac Mahon, remplacé par Jules Grévy à la présidence de la République, et l'arrivée d'une nouvelle majorité républicaine au Sénat. L'amnistie générale est finalement votée le 11 juillet 1880, quelques jours avant que soit commémorée la première fête nationale,,.
Deux lois d'amnistie sont donc en réalité votées. La première est promulguée le 3 mars 1879 et ne concerne que les personnes déjà graciées ou qui obtiennent une grâce présidentielle dans les trois mois. Comme le rappelle l'historien Stéphane Gacon, « Elle invente donc la « grâce amnistiante », une catégorie juridique nouvelle dans une démocratie qui, par tradition, a fait de l'amnistie une prérogative parlementaire. Les parlementaires s'auto-mutilent en remettant la décision finale entre les mains des membres de l'exécutif. Cette loi laisse hors du bénéfice de l'amnistie un petit millier de personnes encore en exil ou en déportation ». C'est pour cette raison qu'une seconde loi vient la compléter le 11 juillet 1880 : « Cette seconde loi n'est d'ailleurs pas non plus une amnistie générale, signe s'il en faut un que la question reste sensible et qu'il faut passer par des artifices juridiques pour faire entrer la clémence dans les faits. La loi ne prévoit qu'une grâce amnistiante et un délai très bref pour que le décret intervienne. Le gouvernement s'était préparé à cette éventualité et la liste des personnes à gracier était prête, les décrets sont publiés avant même la promulgation de la loi. Mais la représentation nationale ne voulait pas encore, à cette date, entendre parler d'amnistie générale. La loi ne se présente donc que comme l'élargissement de la précédente, refusant encore l'amnistie aux individus « condamnés par jugement contradictoire à la peine de mort et aux travaux forcés pour crimes d'incendie ou d'assassinat ». Dans la pratique, ces restrictions sont sans effet puisque plus personne n'est concerné par les restrictions qu'elle installe, le gouvernement s'étant employé à remplir au préalable la dernière des conditions fixées par la loi : « Cette exception, toutefois, ne sera pas applicable aux condamnés […] qui auront été jusqu'à la date du 9 juillet 1880 l'objet d'une commutation de peine en une peine de déportation, de détention ou de bannissement ».

## Les communards
Parmi les communards, on trouve notamment Charles Delescluze, Jules Vallès, Gustave Courbet, Eugène Varlin, Louise Michel, Benoît Malon, Jules Bergeret, Louis Rossel, Gustave Cluseret, Gustave Flourens. Les communards sont issus de partis politiques (jacobins centralisateurs, blanquistes, marxistes internationalistes, indépendants et anarchistes) et métiers différents. On y retrouve des ingénieurs (Besley), journalistes (Jean-Baptiste Clément, Olivier Pain, Charles Delescluze…), officiers (Brunel), photographe (Ledroit), comédiens (Nerssant), instituteurs (Urbain), ouvriers…

## Destinée de quelques communards
- Charles Delescluze : condamné à mort en 1874 mais en réalité déjà mort sur une barricade, durant la Semaine sanglante.
- Jules Vallès : menacé de mort, il meurt en 1885 et repose au cimetière du Père-Lachaise.
- Gustave Courbet : il a refusé de revenir en France. Il meurt en 1877. Il est enterré à La Tour-de-Peilz en Suisse.
- Benoît Malon : il fait partie des hommes qui sont revenus en France après l'amnistie. Il meurt en 1893. Il est enterré au cimetière du Père-Lachaise.
- Jules Bergeret : condamné à mort, il s'exile à Londres et meurt en 1905.
- Louis Rossel est fusillé en 1871. Il repose à Nîmes.
- Louise Michel est emprisonnée à la prison de femmes de Clermont-de-l'Oise, dont elle a été la détenue la plus célèbre, puis déportée en Nouvelle-Calédonie. Elle meurt à Marseille en 1905.
- Camille Barrère se lancera dans le journalisme, puis la diplomatie et finira ambassadeur de France à Rome, entre 1897 et 1924 et jouera un rôle très actif pour faire basculer l'Italie du côté des Alliés en 1915.
- Eugène Varlin : sommairement fusillé le 28 mai 1871 à Montmartre par des Versaillais.

La majorité des communards ayant survécu au massacre de la Semaine sanglante se sont retrouvés emprisonnés ou se sont exilés. 4 500 ont été emprisonnés. Parmi les prisonniers, on trouve des mineurs de 16 ans : 651 prévenus et 45 condamnés sont détenus à la prison de Rouen.
Quant aux bannis, exilés ou déportés, certains sont partis pour ne pas être impliqués dans la répression réservée aux communards (Simon Maitron), d'autres pour échapper aux enquêtes (Robert Caze) ou à des poursuites politiques. En plus de la Nouvelle-Calédonie, lieu légal pour la déportation, les pays sollicités sont la Suisse (800 exilés, dont Gustave Courbet et Eugène Protot), la Belgique (environ 1 500), la Grande-Bretagne (environ 1 500), l'Espagne. Les États-Unis ont également été sollicités.
Les déportés en Nouvelle-Calédonie ont rencontré les « Kabyles du Pacifique », eux aussi déportés après des insurrections dans les Aurès, en Tunisie, etc.
En 1871, l'idée de proposer une loi d'amnistie naît. Le premier texte d'Henri Brisson de 1871 est signé par 47 députés. Léon Gambetta envisage une amnistie pour les délits communards commis dans l'année. En 1872, les lois sont rejetées mais une nouvelle tentative voit le jour en 1873, elle aussi rejetée en 1874. Après plusieurs années de remise en cause et de débats, une amnistie partielle est décrétée en 1879 suivie d'une autre, totale, en 1880. L'amnistie permet aux déportés en Nouvelle-Calédonie de rentrer en France métropolitaine.

## Journaux
Du mouvement communard en général et d’un communard en particulier, Jules Vallès, est né un journal intitulé Le Cri du peuple en 1871.
Henri Rochefort a créé Le Mot d’ordre en 1871.
D’autres journaux ont également vu le jour.

### Base de données
- Jean-Claude Farcy, La répression judiciaire de la Commune de Paris : des pontons à l’amnistie (1871-1880), mis en ligne le 26 septembre 2019.

- Les Amies et Amis de la Commune de Paris -1971 Les Communards au Père-Lachaise, mis en ligne le 21 février 2021.